# Araneus drygalskii
Araneus drygalskii là một loài nhện trong họ Araneidae.
Loài này thuộc chi Araneus. Araneus drygalskii được Embrik Strand miêu tả năm 1909.